# Dendrocalamus calostachyus
Dendrocalamus calostachyus là một loài thực vật có hoa trong họ Hòa thảo. Loài này được (Kurz) Kurz mô tả khoa học đầu tiên năm 1877.